# Kolmanskop

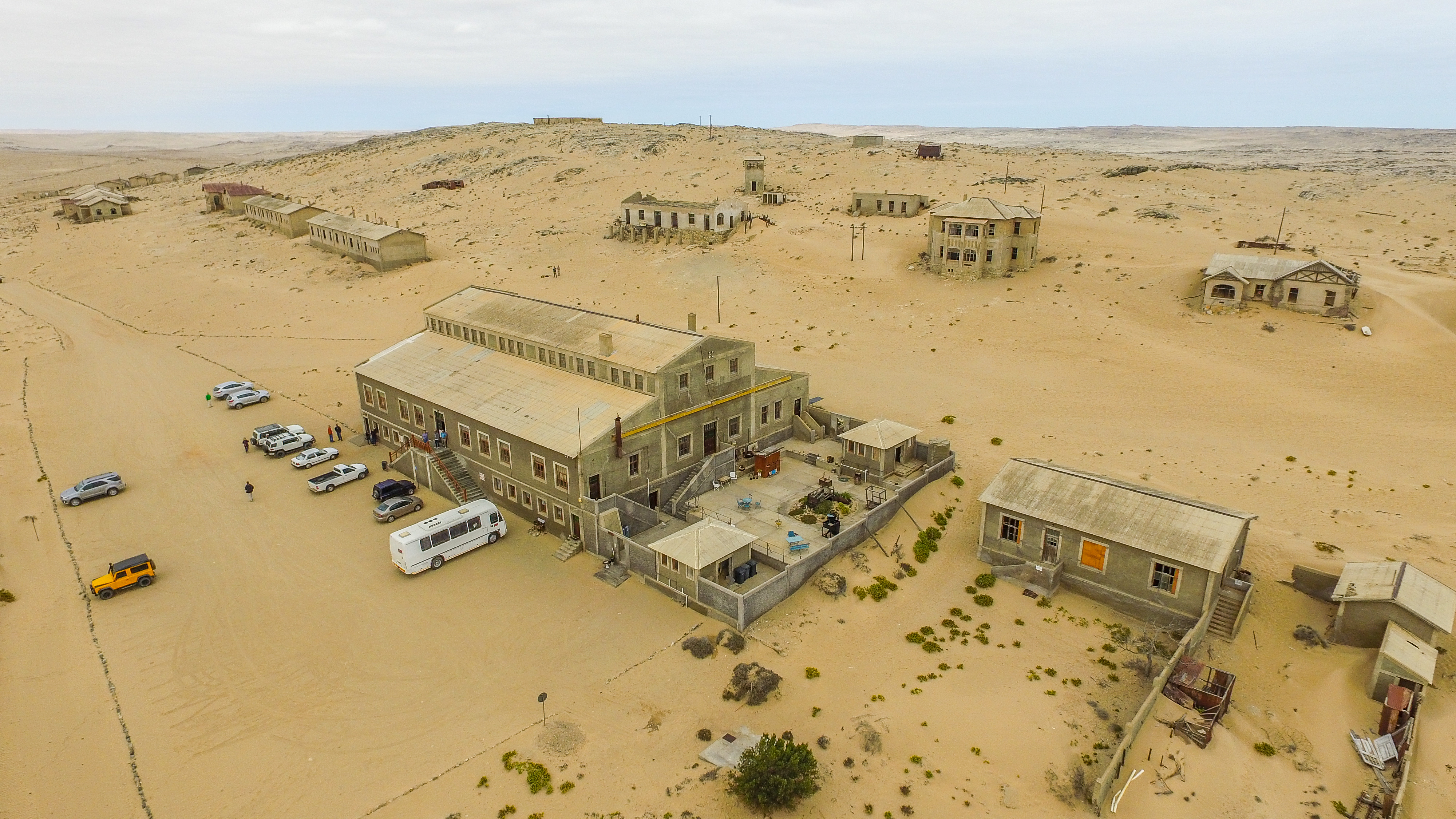
Kolmanskop in 2016

Kolmanskop (Duits: Kolmannskuppe) is een spookstadje in de Namibwoestijn in het zuiden van Namibië, 10 km landinwaarts vanaf de havenstad Lüderitz. Het is vernoemd naar transportchauffeur Johnny Coleman, die tijdens een zandstorm zijn ossenkar achterliet om te schuilen langs een helling tegenover de nederzetting. Het was ooit een klein maar zeer rijk mijnstadje. Momenteel is het een populaire toeristische bestemming beheerd door Namdeb (Namibië-De Beers).
In 1908 ontdekte Zacharias Lewala in het gebied een diamant. Hij toonde deze aan zijn supervisor, de Duitse spoorweginspecteur Augustus Stauch. Beseffend dat het gebied rijk was aan diamanten, begonnen Duitse mijnwerkers binnen te stromen. Kort daarna verklaarde de Duitse regering een groot gebied tot verboden gebied, het zogenaamde Sperrgebiet, en liet er de diamanten delven.
De eerste mijnwerkers gebruikten hun hernieuwde rijkdom om de plaats op te bouwen. De bouwstijl van een Duits dorp werd nagebootst en er werden voorzieningen en instellingen aangelegd, waaronder een ziekenhuis, een danszaal, een elektriciteitscentrale, een school, een theater, een kegelbaan, een casino en een ijsfabriek. Komanskop had het eerste röntgenapparaat op het zuidelijk halfrond, en de eerste tram in Afrika, die Kolmanskop per spoor verbond met Lüderitz. Op het hoogtepunt telde het stadje circa 1200 inwoners.
Tijdens de Eerste Wereldoorlog begon Kolmanskop langzaam in verval te raken, toen de diamantmijnen uitgeput raakten. In 1928 werd 270 km ten zuiden van Kolmanskop, op het strand bij de Oranjerivier, een van de rijkste diamanthoudende afzettingen ooit ontdekt. Hier hoefde men alleen maar het strand af te speuren naar diamanten, in plaats van het moeilijker delven van diamanten bij Kolmanskop. Veel inwoners van de stad volgden de stormloop naar het zuiden en lieten hun huizen en bezittingen achter. Uiteindelijk werd het stadje in 1956 verlaten.
De geologische krachten van de woestijn maken dat de toeristen nu door huizen lopen die kniediep in het zand staan. Kolmanskop is vooral populair onder fotografen wegens het zand dat het eens zo bloeiende stadje aan het heroveren is, en de Edwardiaanse architectuur, die dankzij het aride klimaat goed bewaard is gebleven. 